# یو یو هاکوشو (مجموعه تلویزیونی)
یو یو هاکوشُو (ژاپنی: 幽☆遊☆白書 هپبورن: YūYū Hakusho)  یک مجموعه تلویزیون اینترنتی اکشن فانتزی ژاپنی است که توسط آکیرا موری و کاتا ساکاموتو، برای نتفلیکس ساخته شده‌است. فیلم‌نامه این سریال توسط تاتسورو میشیما بر اساس مجموعه مانگایی به همین نام محصول سال ۹۴-۱۹۹۰ اثر یوشیهیرو توگاشی به رشته تحریر درآمده است. این مجموعه توسط شرکت روبوتو کامینیکیشن تولید شده‌است، و تاکومی کیتامورا، جون شیسون، کاناتا هونگو، سئی شیرایشی، و شوهی اوسوگی از بازیگران آن هستند. یو یو هاکوشو برای نخستین بار در ۱۴ دسامبر ۲۰۲۳ به نمایش درآمد، و برای داشتن صحنه‌های اکشن و مبارزاتش مورد تحسین قرار گرفت، اما منتقدان به دلیل خلاصه کردن داستان در تنها پنج قسمت انتقاداتی داشتند.
داستان مجموعه حول محور یوسوکه اورامِشی، یک دانش‌آموز خلافکار دورهٔ متوسطهٔ اول می‌گردد که روزهایش را با دعوا کردن سپری می‌کند. او پس از نجات کودکی در یک تصادف رانندگی جان خود را از دست می‌دهد. به یوسوکه فرصتی دوباره برای زنده شدن داده می‌شود اگر بپذیرد با قدرت‌های جدید فراطبیعی‌اش به عنوان کارآگاه ارواح انجام وظیفه کند.

## بازیگران
- تاکومی کیتامورا در نقش یوسوکه اورامِشی
- شوهی اوسوگی در نقش کازاما کووابارا
- جون شیسون در نقش کوراما
- کاناتا هونگو در نقش هیئیی
- سئی شیرایشی در نقش کِیکو یوکیمورا
- کوتونه فوروکاوا در نقش بوتون
- آیی میکامی در نقش یوکینا
- هیرویا شیمیزو در نقش کاراسو
- کیتا ماچیدا در نقش کوئنما
- میکو کاجی در نقش گنکایی
- آیومی ایتو در نقش آتسوکو اورامِشی
- کنیچی تاکیتو در نقش الدر توگورو
- گو آیانو در نقش توگورو جوان‌تر
- گورو ایناگاکی در نقش ساکیو